# Amjad Farooqi
Amjad Farooqi (alias Amjad Hussain; * 1974; † 26. September 2004 in Nawabshah, Provinz Sindh) war ein pakistanischer Terrorist.
Farooqi zählte zu den meistgesuchten Extremisten Pakistans. Er soll an zwei fehlgeschlagenen Anschlägen auf Staatschef Pervez Musharraf im Dezember 2003 beteiligt gewesen sein. Außerdem soll er an der Entführung und Ermordung des US-amerikanischen Journalisten Daniel Pearl (Wall Street Journal) im Januar 2002 beteiligt gewesen sein.
Farooqui wuchs in Toba Tek Singh in der Provinz Punjab auf und schloss sich als Jugendlicher der militanten Gruppe Harkat ul-Jihad-i-Islami an. 1992 entsandte ihn die Gruppe zur Waffen- und Kampfausbildung nach Afghanistan. Gemeinsam mit den Taliban kämpfte er gegen die rivalisierende Nordallianz. 1996 nahm er Kontakt mit Osama bin Laden auf, erwarb in einem Al-Qaida-Trainingslager nahe Kabul den Titel Ustad (dt. Meister).
Er stand in engem Kontakt mit Khalid Sheikh Mohammad, der Nummer drei in der Al-Qaida-Hierarchie und mutmaßlichem Chefplaner des Anschlags vom 11. September 2001. Er versorgte die Entführer Daniel Pearls in den Außenbezirken der pakistanischen Stadt Karatschi mit allem nötigen Material.
Farooqi wurde von pakistanischen Sicherheitskräften im Laufe einer zweistündigen Schießerei getötet. Auf ihn war ein Kopfgeld in Höhe von 20 Millionen Rupien (340.000 US-Dollar) ausgesetzt.